# Elisabethanisches Zeitalter

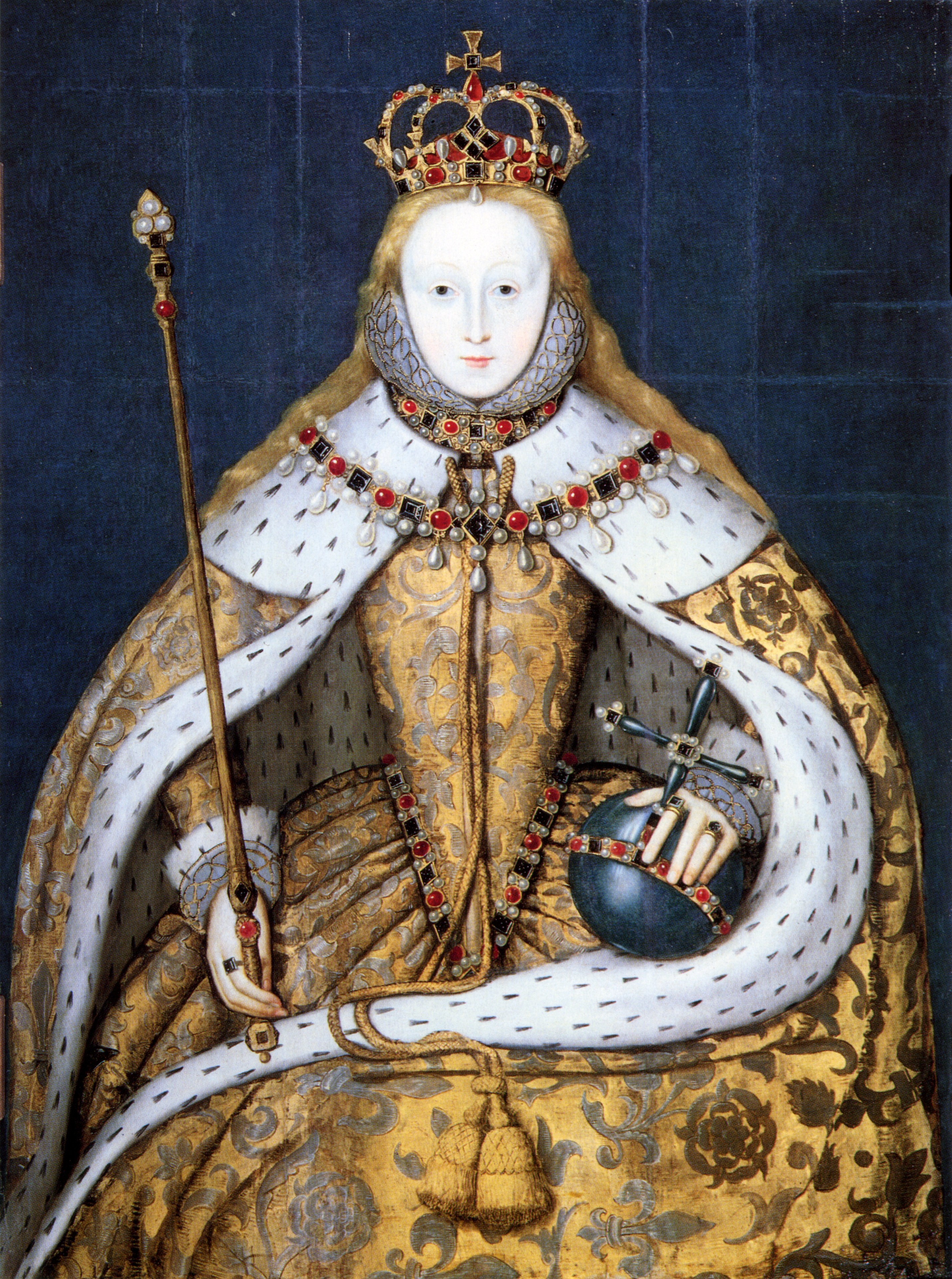
Elisabeth I. bei ihrer Krönung 1558. Unbekannter Künstler (um 1600).

Elisabethanisches Zeitalter ist der Name für die Regierungszeit von Königin Elisabeth I. von 1558 bis 1603. Es wird oft als das goldene Zeitalter der englischen Geschichte bezeichnet – in diese Periode fallen der Höhepunkt der englischen Renaissance und eine Blütezeit der englischen Literatur. Das Elisabethanische Theater blühte auf, die Stücke William Shakespeares und anderer revolutionierten die Art, Dramen zu schreiben. Engländer erforschten die Welt, die Expansion nach Nordamerika begann. In England selbst festigte sich der Protestantismus. In die Regierungszeit Elisabeths fällt auch der Sieg über die spanische Armada, was allgemein als Beginn der Vorherrschaft der englischen Marine zur See betrachtet wird.

## Politische Entwicklungen
Das Elisabethanische Zeitalter ist vor allem im Kontrast zu den Perioden davor und auch danach als Besonderheit hervorzuheben. Es war die Periode nach der Reformation und vor den späteren Auseinandersetzungen zwischen Protestanten und Katholiken sowie dem Parlament und der Monarchie, die das 17. Jahrhundert prägten. Königin Elisabeth konnte – zumindest für die Dauer ihrer Herrschaft – die Konflikte zwischen den Glaubensrichtungen beenden, und das Parlament war noch nicht stark genug, um den Absolutismus angreifen zu können. Elisabeth entschied, ihren Untertanen nicht „in die Herzen zu schauen“, und beendete damit die religiösen Verfolgungen, denen unter ihren Vorgängern Heinrich VIII. und Edward VI. Katholiken und unter Maria I. Protestanten ausgesetzt gewesen waren. England hatte ferner eine zentralisierte, wohlorganisierte und effektive Regierung, was größtenteils auf die Reformen von Heinrich VII. und Heinrich VIII. zurückzuführen war.
Elisabeth übernahm mit ihrer Krönung einen nahezu bankrotten Staat, den sie durch ein Sparprogramm finanziell sanierte. In ihre Regentschaft fiel die Gründung der englischen Börse, der Royal Exchange durch Sir Thomas Gresham. Die Steuerbelastung war in England im Vergleich zu anderen europäischen Ländern relativ niedrig, was eine positive Entwicklung der Wirtschaft begünstigte.
Außenpolitisch war die Entwicklung durch eine Annäherung an Frankreich und eine Abkühlung des Verhältnisses zu Spanien gekennzeichnet. England hatte seine letzten Besitzungen auf dem Kontinent verloren, so dass der Dauerkonflikt mit Frankreich während der Regierungszeit Elisabeths fast vollständig ruhte. Der einzige große Rivale Englands war Spanien, mit dem England sowohl in Europa als auch auf dem amerikanischen Kontinent Konflikte austrug, die im Englisch-Spanischen Krieg (1585–1604) gipfelten. Der Versuch Philipp II., 1588 mit Hilfe der Spanischen Armada England zu erobern, scheiterte ebenso wie der Gegenangriff der Englischen Armada auf Spanien unter Drake und Norris 1589. Spanien finanzierte danach katholische Rebellionen in Irland gegen die englische Herrschaft und verwickelte englische Schiffe in Seegefechte. Obwohl England zu Elisabeths Regierungszeit zahlungsfähig blieb, schädigten die mit den Kämpfen verbundenen Kosten den englischen Staatshaushalt.

## Naturwissenschaft, Technik, Erkundungen
Obwohl ein dominierendes Genie oder auch nur eine formale Forschungsstruktur fehlten, wie sie im nächsten Jahrhundert mit Sir Isaac Newton und der Royal Society gegeben waren, sah das Elisabethanische Zeitalter dennoch signifikante Fortschritte. Beispiele sind die Arbeiten der Astronomen Thomas Digges (1546–95) und Thomas Harriot (ca. 1560–1621), oder William Gilberts (1544–1603) grundlegendes Werk De Magnete (1600) über Magnetismus. Kartographie und Vermessungswesen machten ebenfalls Fortschritte.
Viele der wissenschaftlichen und technologischen Entwicklungen waren unmittelbare Auswirkungen der Beschäftigung mit der Navigation auf See. Sir Francis Drake (ca. 1540–96) umsegelte 1577–1580 die Welt, Martin Frobisher (ca. 1535–1594) erforschte die Arktis. Auch die ersten Versuche einer Ansiedlung in Nordamerika erfolgten in der elisabethanischen Zeit – drei gescheiterte Versuche auf der Insel Roanoke in der Verantwortung des Sir Walter Raleigh.
Obwohl das Elisabethanische Zeitalter gemeinhin nicht als technisch besonders innovativ hervorsticht, gab es doch einigen Fortschritt. 1564 wurde ein gewisser Guilliam Boonen aus den Niederlanden Elisabeths erster Kutschenmacher und führte die kontinentale Erfindung der Federaufhängung in England ein. Kutschen wurden zu einem Modeartikel für die feine Gesellschaft.

## Kunst, Musik und Literatur
Die Renaissance begann in England später als auf dem europäischen Festland, und die englische Kunst der Tudor- und Stuart-Regierungszeit war geprägt von ausländischen Künstlern wie Hans Holbein unter Heinrich VIII. oder Anthonis van Dyck unter Karl II. Dennoch entwickelte sich während Elisabeths Regierung ein eigener, einheimischer Malstil, der sich fast ausschließlich auf Porträtmalerei beschränkte. Nicholas Hilliard (ca. 1547–1619) ist wohl der bekannteste Maler der Periode, heute findet aber auch das Werk von George Gower (1540–1596) Anerkennung.

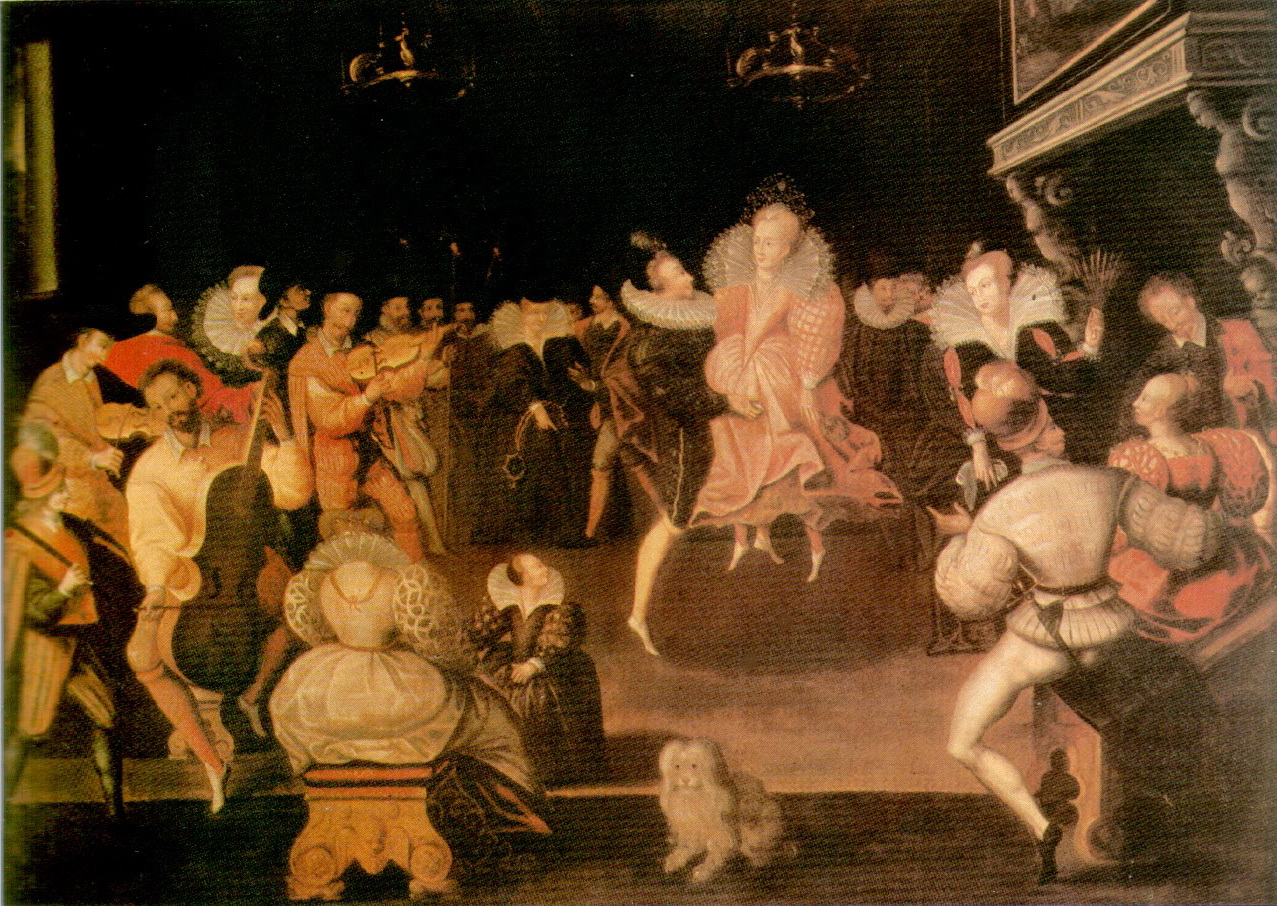
Elizabeth I. und Robert Dudley tanzen eine Volte.

Bedeutend waren die Entwicklungen im Bereich der Musik, sowohl Vokal- als auch Instrumentalmusik erlebten eine Hochblüte. Grundsätzlich wurde dies sicher durch die große Musikliebe der Königin gefördert: Es ist überliefert, dass sie selber gerne – insbesondere auf dem Virginal – musizierte und sang und selbst mit über 50 Jahren noch in der Lage war, morgens sechs oder sieben lebhafte Galliarden am Stück zu tanzen. Dabei geht die elisabethanische Epoche musikgeschichtlich gesehen allerdings nahtlos in das nachfolgende jakobinische Zeitalter über und ist sinnvollerweise nicht strikt von diesem zu trennen. Auffällig ist, dass relativ viele Komponisten römisch-katholisch blieben und weiterhin Vokalpolyphonie auf lateinische Texte, besonders Motetten, komponierten. Die führenden Komponisten von Vokalpolyphonie waren Thomas Tallis, Robert White und William Byrd. Tallis und Byrd schrieben auch einfacher gesetzte, englischsprachige Musik für die anglikanische Kirche, die teilweise bis heute im Gebrauch geblieben und populär ist. In der Epoche Elisabeths I. begann außerdem die Blütezeit des englischen Madrigals, zu dessen Hauptvertretern Komponisten wie Thomas Morley, Thomas Weelkes, John Wilbye und Thomas Tomkins gehörten. Hinzu kamen das Lautenlied, das insbesondere von dem berühmten Lautenisten John Dowland gepflegt wurde, sowie der instrumental begleitete Consort Song, mit William Byrd als einem der Hauptvertreter. Im Bereich der Instrumentalmusik ist an erster Stelle die ebenfalls durch Byrd eingeleitete erstaunliche Blüte einer virtuosen und fantasievollen Musik für Kielinstrumente wie das Virginal, das Cembalo oder das Claviorganum zu nennen. Die entsprechenden Komponisten werden heute als Englische Virginalisten bezeichnet, zu denen zu Lebzeiten Elisabeths I. neben William Byrd und John Bull als Hauptvertretern auch Thomas Morley, John Mundy, William Inglott (1553/4–1621), Ferdinando Richardson und William Tisdale gehörten. Die beliebtesten instrumentalen Genres waren Tänze wie Pavane und Galliarde, Grounds und Variationen über Volksweisen, die alle in dieser Epoche in England zur Kunstmusik erhoben wurden. Der bekannteste Komponist von Musik für Instrumental-Consort, besonders von Tänzen, war Anthony Holborne.
In der Regierungszeit Elisabeths entstand auch bedeutende Lyrik wie die von Edmund Spenser, William Shakespeare oder Walter Raleigh. Die Kunst des Sonetts, ursprünglich vom europäischen Kontinent importiert, wurde zunächst von Thomas Wyatt und Henry Howard, Earl of Surrey in England populär gemacht und von Dichtern wie Philip Sidney und William Shakespeare zur Blüte geführt. Das Elisabethanische Theater mit den Dramen von Christopher Marlowe, Ben Jonson, John Ford und William Shakespeare wird heute zur Weltliteratur gezählt und die Stücke auf den Bühnen der Welt gespielt.

## Geschichtliche Einordnung

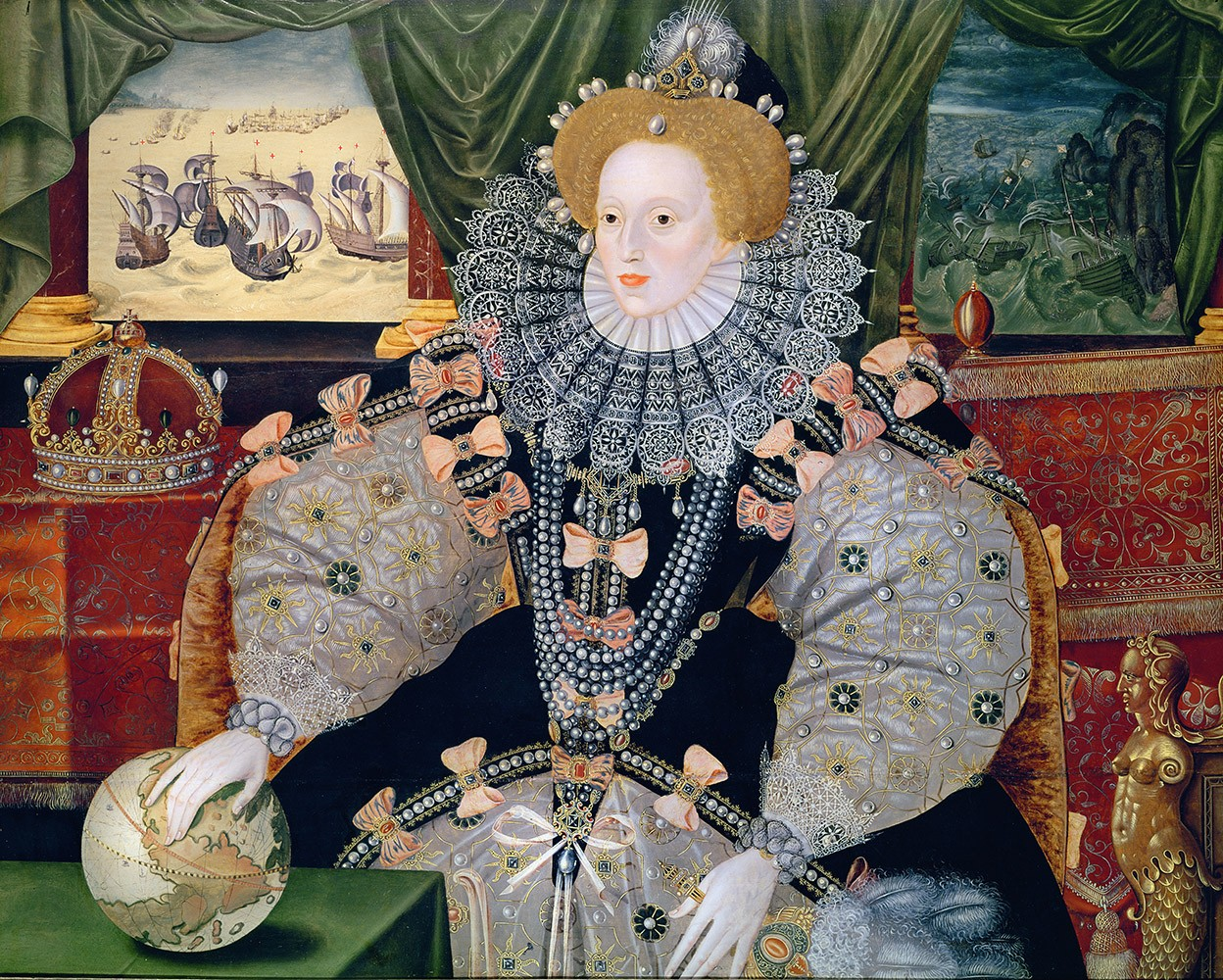
Porträt der Elisabeth von England (Armada-Porträt), anonym (ehemals George Gower zugeschrieben), etwa 1588, Sammlung von Woburn Abbey

Das Elisabethanische Zeitalter ist nicht nur eine reale historische Epoche, sondern auch Teil eines Mythos, der teilweise bis heute noch fortlebt. Grundtenor dieses Mythos ist das England unter Elisabeth I. als goldenes Zeitalter, als ein merry old England, in dem Lebensfreude und Feiern vorherrschen und Literatur und Kunst eine Blüte erlebten. Auch militärisch wird England mit seinem Sieg über die spanische Armada als erfolgreich glorifiziert. In der Encyclopædia Britannica heißt es noch heute: The long reign of Elizabeth I, 1558–1603, was England's Golden Age. ...'Merry England', in love with life, expressed itself in music and literature, in architecture, and in adventurous seafaring. (Deutsch: ‚Die lange Regierungszeit Elisabeths I., 1558–1603, war Englands goldenes Zeitalter. [...] Das „fidele England“, lebensfroh, drückte sich in der Musik und in der Literatur, der Architektur und abenteuerhungrigen Seefahrern aus.‘)
Elisabeth wurde in solchen glorifizierenden Darstellungen liebevoll als Good Queen Bess, als Gloriana oder als Virgin Queen (Deutsch: ‚jungfräuliche Königin‘) beschrieben. Der Elisabeth-Kult fand in Lyrik, Theater und bildender Kunst seinen Ausdruck, etwa im bedeutendsten Epos des elisabethanischen Zeitalters, der Fairie Queene von Edmund Spenser oder in einer Vielzahl von Sonetten, die Elisabeth besingen.
Die moderne Geschichtsforschung sieht die Tudor-Periode nüchterner. Elisabeth habe den Kult um ihre Person gefördert. So nutzt sie beispielsweise den Konflikt mit Spanien und den Kampf gegen die spanische Armada, um in der sogenannten Tilbury-Rede (offiziell vor der Schlacht an ihre Truppen in Tilbury südlich von London, de facto nach der Schlacht auf einer Parade in London) ein Bild von sich zu zeichnen: In ihrer rhetorisch gut aufgebauten Rede beschreibt sie sich als volksnahe Monarchin, Richterin und Befehlshaberin. Auch das bekannte Armada-Portrait zeigt Elisabeth als jungfräuliche Königin, Beherrscherin der Meere und angehende Herrscherin über die Welt. Der Kult der jungfräulichen Königin, die mit ihrem Land verheiratet ist, diente auch dazu, die Ehelosigkeit Elisabeths zu erklären.
Während die ältere Geschichtsschreibung Elisabeths Militärpolitik glorifiziert, kritisiert die moderne Geschichtsschreibung trotz des Sieges über die spanische Armada 1588, dass Kriegszüge zu Land und zu Wasser nicht erfolgreich genug waren. So scheiterte eine Unternehmung unter Sir Francis Drake und Sir William Norris 1589, bei der spanische Flotten in Biskayahäfen zerstört und die Portugiesen bei der Loslösung von Spanien unterstützt werden sollten. Danach beschränkte sich die Auseinandersetzung mit Spanien auf Kaperunternehmungen einzelner Schiffe oder Schiffsverbände.
England war im elisabethanischen Zeitalter größtenteils ein Agrarstaat; vier Fünftel aller Elisabethaner lebten auf dem Land. Heutige Forschungen zum Leben auf dem Land zeichnen aber auch ein anderes Bild als eine reine Idylle: Einerseits ist es auch zu Elisabeths Zeit noch so, dass sich das Leben auf dem Land kaum verändert hat; viele Elisabethaner lebten noch so wie unter ihren Vorgängern. Andererseits zeichneten sich die ersten Entwicklungen ab, die zu einer Verarmung der unteren Schichten auf dem Land und einer Flucht vom Land in die Stadt führten: Tagelöhner waren immer weniger der Fürsorge des örtlichen Gutsherrn und mehr den Marktkräften ausgesetzt, Enclosures und (eine wenn auch mäßige) Inflation führten zu Einkommensverlusten. Hier liegen die Anfänge der Industrialisierung Englands.
40 Jahre nach dem Tod Elisabeths brach der englische Bürgerkrieg aus.

## Wichtige Personen des Elisabethanischen Zeitalters
- Francis Bacon (1561–1626), englischer Philosoph, Jurist und Staatsmann
- John Bull (1562/1563–1628), englischer Organist, Cembalist und Komponist
- William Byrd (unbekannt–1623), englischer Komponist, Organist und Virginalist
- William Cecil, 1. Baron Burghley (1520 oder 1521–1598), englischer Politiker
- John Dee (1527–1608 oder 1609), englischer Mathematiker, Astronom, Astrologe, Geograph und Mystiker
- John Dowland (1563–1626), englischer Lautenist, Komponist und Musikherausgeber
- Francis Drake (um 1540–1596), englischer Freibeuter und Entdecker
- Marcus Gerards der Jüngere (1561 oder 1562–1636), flämischer Renaissancemaler
- Humphrey Gilbert (um 1537–1583), englischer Abenteurer, Feldherr und Parlamentarier
- George Gower (um 1540–1596), englischer Maler
- Nicholas Hilliard (um 1547–1619), englischer Miniaturenmaler und Siegelschneider
- Anthony Holborne (um 1545–1602), englischer Komponist
- Ben Jonson (1572–1637), englischer Bühnenautor und Dichter
- Thomas Kyd (1558–1594), englischer Dramatiker
- Christopher Marlowe (1564–1593), englischer Dichter, Dramatiker und Übersetzer
- Thomas Morley (1557 oder 1558–1602), englischer Komponist, Musikwissenschaftler und Organist der Renaissance
- Robert Peake (ca. 1551–1619), englischer Maler
- Walter Raleigh (1552 oder 1554–1618), englischer Seefahrer, Entdecker, Soldat, Spion, Dichter, Schriftsteller und Staatsmann
- William Segar
- William Shakespeare (1564–1616), englischer Dichter, Theaterunternehmer und Schauspieler
- Philip Sidney (1554–1586), englischer Höfling, Soldat und Schriftsteller
- Edmund Spenser (um 1552–1599), englischer Dichter
- Maria Stuart (1542–1587), Königin von Schottland
- Thomas Tallis (um 1505–1585), englischer Komponist
- Francis Walsingham (1532–1590), englischer Höfling und Diplomat
- Robert White (um 1538–1574), englischer Komponist und Chormeister der Renaissance
- John Wilbye (1574–1638), englischer Komponist im Übergang von der Renaissance zum Barock